# Leiden
Leiden ( Leiden (ajutor·info)) este un oraș în provincia Olanda de Sud din Țările de Jos. Împreună cu Oegstgeest, Leiderdorp, Voorschoten, Rijnsburg și Katwijk formează o singură zonă urbană ce cuprinde 254.000 locuitori. Se află situat pe brațul Oude Rijn (Rinul Vechi) al deltei Rinului, în apropierea orașelor Haga și Haarlem.
Ca și Delft, este vestit pentru aspectul său tipic olandez, dar și pentru statutul de vechi oraș universitar ce datează din 1575 (aici se află Universitatea din Leiden, Centrul Medical Universitar Leiden și un campus al Universității Webster).
Printre persoanele născute sau care au trăit aici se numără: Lucas van Leyden, Willebrord Snellius, Rembrandt, Herman Boerhaave, Bernhard Siegfried Albinus, Johannes Diderik van der Waals, Hendrik Lorentz, Heike Kamerlingh Onnes, Willem Einthoven, Pieter Zeeman, Paul Ehrenfest, Jan Oort, Armin van Buuren.

## Orașe înfrățite
- Buffalo City, Africa de Sud
- Juigalpa, Nicaragua
- Krefeld, Germania
- Oxford, Regatul Unit
- Toruń, Polonia